# Wapen van Terschelling

Het wapen van de gemeente Terschelling

Het wapen van Terschelling stamt van 26 juni 1816 en werd op 27 september 1963 vervangen. Het wapen ging van de rijkskleuren over naar een gekleurd wapen en een van de dieren op het wapen werd vervangen.

## Geschiedenis
Het eerste officiële wapen, door de Hoge Raad van Adel toegekend op 26 juni 1816, bestond uit een zeedraak en een hond aan weerszijden van een boom en was in de rijkskleuren samengesteld; dat wil zeggen in goud op een schild van lazuur. De oorsprong van dit wapen is niet bekend. Voor de voorstelling zijn twee mogelijke verklaringen:
1. De voorstelling is symbolisch voor het eiland. De beide klimmende beesten staan symbool voor een in- en uitgaande vloedgolf die tegen het Vlie opklimt. De omgewende kop van de hond (hij kijkt van het schild weg) zou dan de getijdewisseling voorstellen.
2. De boom zou een verband kunnen hebben met de Westfriese boomwapens: de boom heeft een rechtsfunctie. Hierbij ontbreken echter wel de vogels die bij de boomwapens horen. De leeuw is in dit geval de Hollandse leeuw.

De toekenning van dit historisch onjuiste wapen berust mogelijk op een verkeerde interpretatie van een verminkt zegel.
Voordat de gemeente in 1961 bij de Hoge Raad van Adel om een nieuw wapen vroeg, had het eerst informatie ingewonnen bij de Fryske Rie foar Heraldiek, ook omdat er veel discussie was ontstaan over de positie van de dieren en hun kleur. Bij de nieuwe aanvraag stelde de gemeente dat de boom vruchten of schellingen mocht dragen.
De oudste bekende beschrijving van het wapen van Terschelling dateert uit de 16e eeuw. Het betreft een kaart getiteld Beschrijvinghe vann Schellingerland door Sybrandt Hanssen. Op deze kaart staat het wapen afgebeeld als een zilveren wapen met daarop een groene boom; heraldisch links staat een rode leeuw en heraldisch rechts een blauwe draak. 100 jaar later werd het wapen gespiegeld afgebeeld op een collectebus uit het dorp Midsland; de dieren hebben wel dezelfde kleuren.
Er is ook een wapen bekend uit 1666 waarop de draak een kop en manen van goud heeft, gelijk aan het wapen van de familie Van der Schelling. Oosterend heeft in 1596 een zegel gebruikt waarop wel de dieren staan, maar de boom niet. In de 18e eeuw is er juist een zegel gebruikt waarop de dieren ontbraken (Midsland) en Westeinde zou in 1661 een zegel hebben gebruikt waarop de leeuw boven op de draak staat, zonder boom.
De Fryske Rie foar Heraldiek kwam in 1961 met nieuwe historische feiten over het wapen van Terschelling naar voren, die ook werden beschreven in een artikel van M.J van Lennep uit 1962 over het wapen en de vlag van Terschelling. Enkele van deze historische feiten zijn:
- Het wapen van Terschelling is afkomstig van het wapen van de familie Van der Schelling. Dit wapen is al sinds de 15e eeuw bekend.
- Het oudste bekende lid van deze familie was Tymen van der Scellinc; hij was van 1408 tot 1412 schepen van Amsterdam.
- Op 15e-eeuwse grafzerken stond het wapen afgebeeld met een boom, vergezeld van een draak en een leeuw. De leeuw stond op heraldisch rechts, links voor de kijker.
- De familie Schaep voerde in de 17e eeuw het wapen. Ditmaal zijn de kleuren bekend: het schild is van zilver, de boom van natuurlijke kleur, de leeuw en draak zijn rood.
- In de loop der tijden wisselt de draak van kleur: in het wapen van Christyne van der Schelling werd deze beschreven als groen/rood; in een boek over de schepenen van Amsterdam (de familie heeft er meerdere gehad) is de draak blauw.

De kleuren van de boom en de leeuw hebben altijd vast gestaan, die van de draak echter niet. Ook stond vast dat er een verband was tussen de wapens van de familie Van der Schelling en van het eiland. De Fryske Rie bracht in 1963 advies uit naar de gemeente Terschelling om de draak eenkleurig te houden: dit was esthetisch mooier. Er werd een blauwe draak voorgesteld. Dat jaar werd er bij de Hoge Raad van Adel een bezwaarschrift ingediend door H.A. Stiphout uit Amsterdam, waarin hij pleitte voor een tweekleurige draak. Zijn argumentatie was dat er over het algemeen van uit wordt gegaan dat de vlag van een gemeente is afgeleid van het wapen. In dit geval zou dit betekenen dat de kleur geel van enig belang moet zijn: dit is op de vlag namelijk de op twee na hoogste baan. In het voorstel van de Fryske Rie zijn alleen de vruchten in de boom geel; deze komen alleen voor op een avondmaalsbeker uit Hoorn. Dit bracht Stiphout tot de conclusie dat er nog een geel vlak moet zijn geweest: dit zou dan de tweekleurige draak moeten zijn.
Zowel de gemeente als de Hoge Raad van Adel hebben dit pleidooi genegeerd; hierdoor is het nieuwe wapen verleend met alleen de gele vruchten.

## Blazoen

Wapen van 1816

Het eerste door de Hoge Raad van Adel toegekende wapen van Terschelling had de volgende op 26 juni 1816 toegekende beschrijving:
Van lazuur, beladen met een boom, aan welks regterzijde een zeemonster en aan welks linkerzijde een hond is opstaande, alles van goud.
Lazuur is in de heraldiek de benaming voor blauw. In de heraldiek zijn links en rechts omgedraaid, omdat men het wapen bespreekt alsof men achter het wapenschild staat. Daardoor staat voor de kijker het zeemonster dus aan de linkerzijde en de hond aan de rechterzijde. De hond is omziend afgebeeld, dus hij kijkt naar achteren. De boom, het zeemonster, de hond en de ondergrond waar zij op staan zijn allemaal goud van kleur.
Op 27 september 1963 kreeg Terschelling een nieuw wapen, met de volgende beschrijving:
In zilver een gebladerde boom van sinopel, bevrucht van goud, geplant op een grond, eveneens van sinopel en vergezeld rechts van een klimmende leeuw van keel, links van een klimmende draak van azuur, welke beide de stam van de boom met beide klauwen omklemmen. Het schild gedekt met een gouden kroon van 3 bladeren en 2 parels.
Het nieuwe wapen van Terschelling is van zilver met daarop een groene boom, met gouden vruchten. De boom staat op een eveneens groene bodem. Aan de, voor de kijker, linker zijde staat een rode klimmende leeuw. Aan de andere kant van de boom staat een blauwe klimmende draak. Beide dieren houden de boom met hun klauwen vast. Het schild wordt gedekt door een gouden kroon van 3 bladeren met daartussen 2 parels.

## Trivia
- Het Rijksmuseum is in het bezit van een drinkhoorn uit 1547 waarvan de poot het wapen van Terschelling voorstelt.
- Er zijn drie grafzerken bekend waarop het wapen van de familie Van der Schelling staat: een op Vlieland en twee in Amsterdam. Deze laatste vertoont ook nog een ster boven elk dier. Een van de grafzerken ligt in de Oude Kerk